# 岩籠山
岩籠山（いわごもりやま）は、福井県敦賀市に所在する標高765.1 mの山である。岩篭山とも表記される。

## 概要
北方は敦賀市街、東方は笙の川、西方は黒河川を挟んで野坂岳と対峙し、南方は乗鞍岳に連なる。花崗岩質の山であり、山頂付近には「敦賀山野会」が命名した「インデアン平原」というなだらかな起伏のある平原があり、所々に花崗岩の巨石が露頭している。また、同じ尾根に夕暮山（720.4 m）もあり、手頃な登山向けの山である。

## 歴史
江戸時代には、小浜藩の敦賀郡「御上御山」（おかみおやま）の一つであり、伐採は厳しく制限されていた。また、藩の「御鷹山」（おたかやま）も設置され、鷹狩用の鷹の繁殖地として保護されていた。現在は福井森林管理署の松原森林事務所管轄の国有林である。

## 山岳利用
「敦賀三山」（野坂岳、西方ヶ岳、岩籠山）の一つであり、沢や草原、奇岩など変化に富んだコースがあり、さらに山頂からの展望は四方に広がっている事から、登山者やハイカーに人気がある。市民や県民はもとよりアクセスが比較的便利な為、関西や中京の登山客も多い。残雪期の春山登山や、黒河川からの沢登もでき、熟練度に合わせ様々に楽しめる山である。登山ルートは主に以下の3つある。

### 市橋コース
- 国道8号沿いの市橋からのルート。国道の市橋交差点を曲がり、北陸本線のガードをくぐり、岩篭林道終点に駐車場がある。もっともよく利用されている登山コースだが、沢沿いを登るため増水期は注意が必要である。谷川を何度も渡渉しながら進むと、石積みの堰堤が現れる。5つ目の堰堤を過ぎると、尾根に上がる急坂となる。尾根で左右に道が分かれ、左が山頂方面である。なお右は夕暮山を経由し、山地区へ下る道となる。山頂には三等三角点（基準点名「嵐山」）が設置されている。山頂から東側へ少し下ると奇岩が点在するインデアン平原である。

### 山コース
- あまり使用されていないが、黒河川上流の山地区からの北西尾根ルートである。鳴谷川砂防堰堤を2つ過ぎ、尾根を上がっていくと、途中に背の低い松が点在する日本庭園風の場所がある。さらに進むと四等三角点（基準点名「夕暮山」）のある夕暮山である。少し先の反射板を過ぎると、市橋コースと合流する。

### 駄口コース
- 国道161号沿い駄口からの東尾根ルート。登山口は北陸線 新疋田駅から2 kmである。登山道は四等三角点（基準点名「奥野」）を経由する。途中に大きく斜面が崩落した箇所があり、接近しないよう注意が必要である。インデアン平原を過ぎ、山頂に至る。

### その他
- JR北陸線のループ線のある衣掛山からの長い北尾根を上り詰めた登山記録も見受けられるが、登山道は踏み跡程度であり、上級者のコースとなる[6]。
- 黒河川の支流の口無谷からの沢登りの記録もあるが、経験者の指導のもと、専用の装備が必要である[7]。

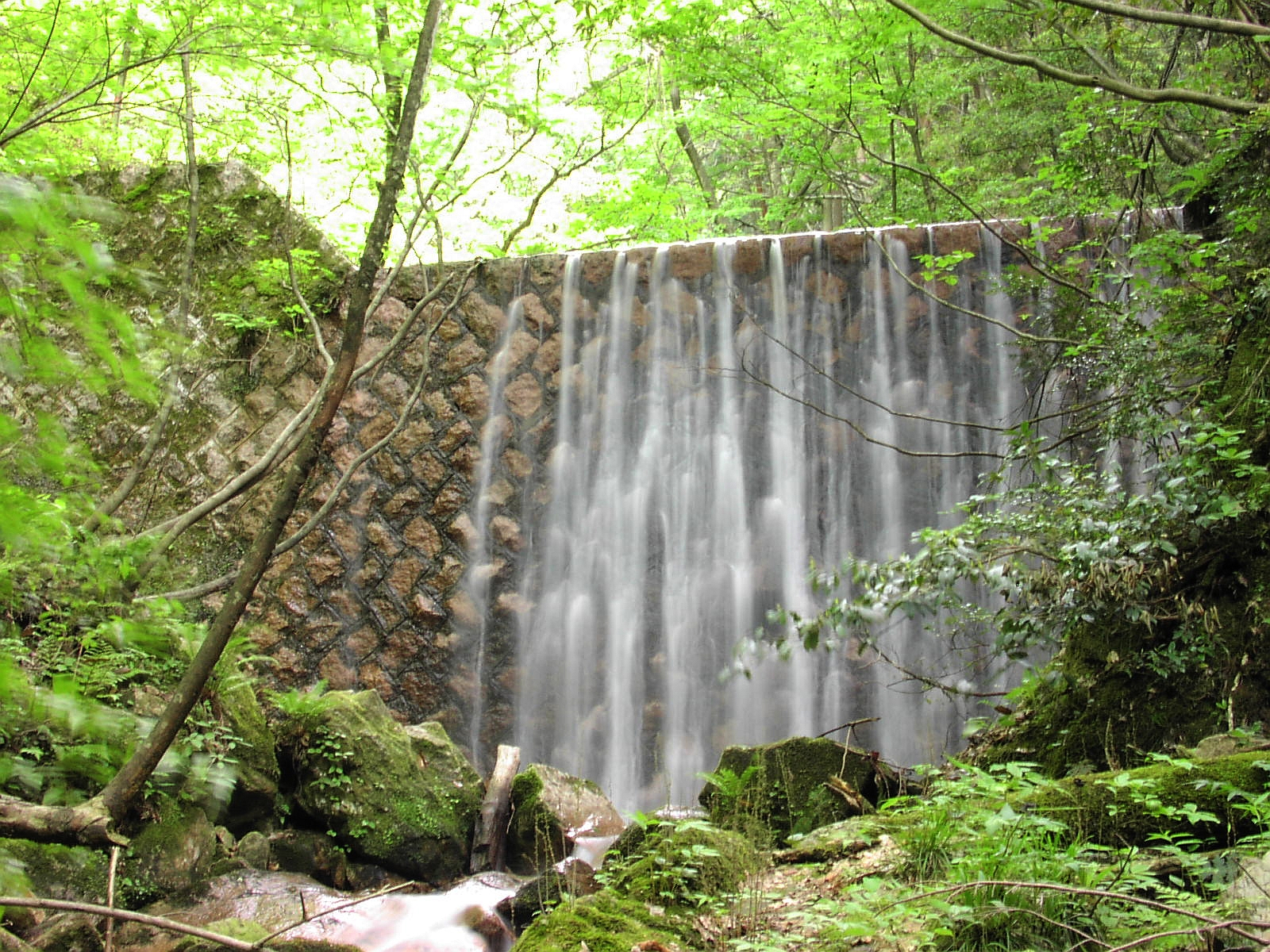
市橋コースの石積みの堰堤
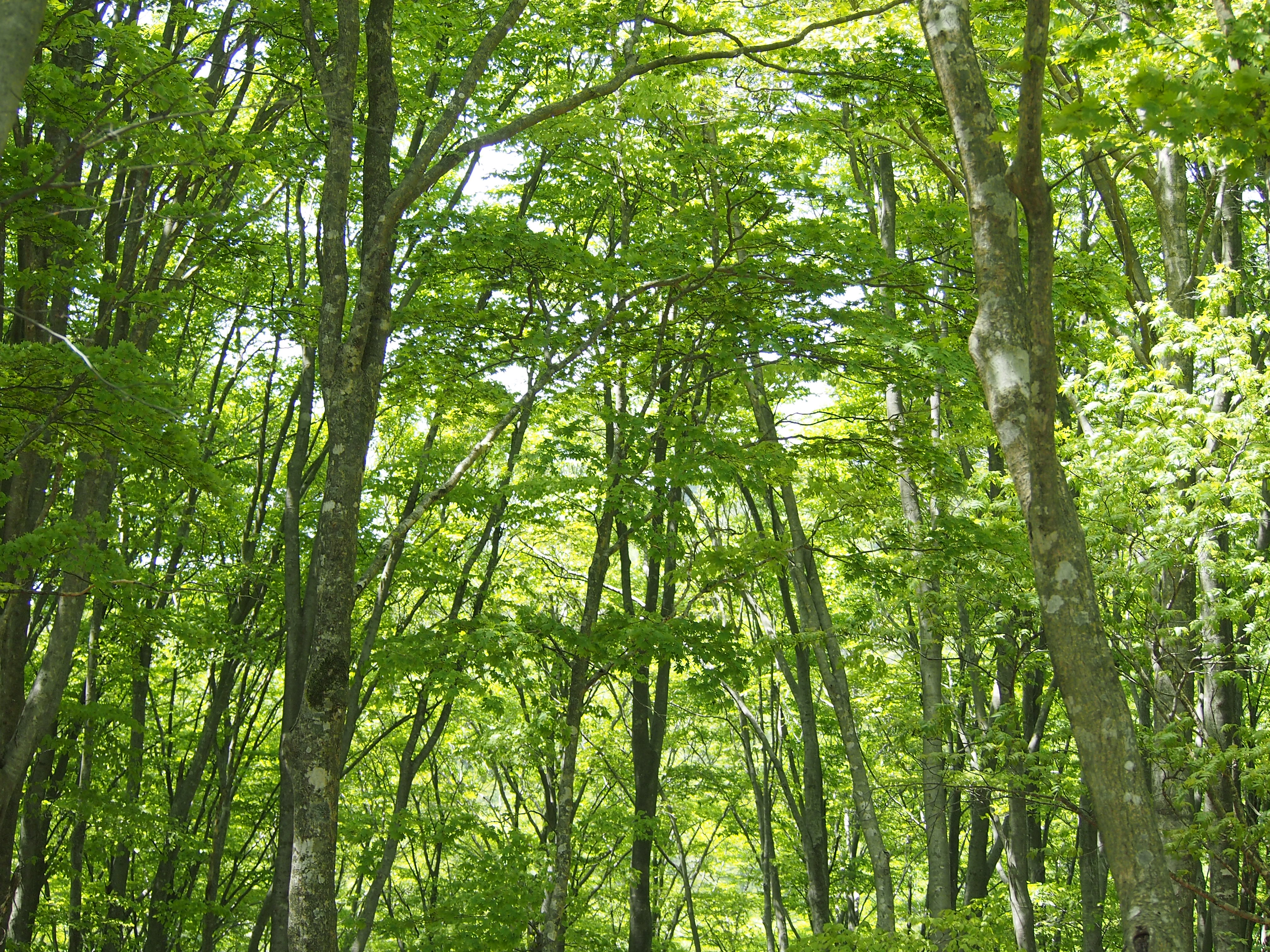
駄口コースのブナ林
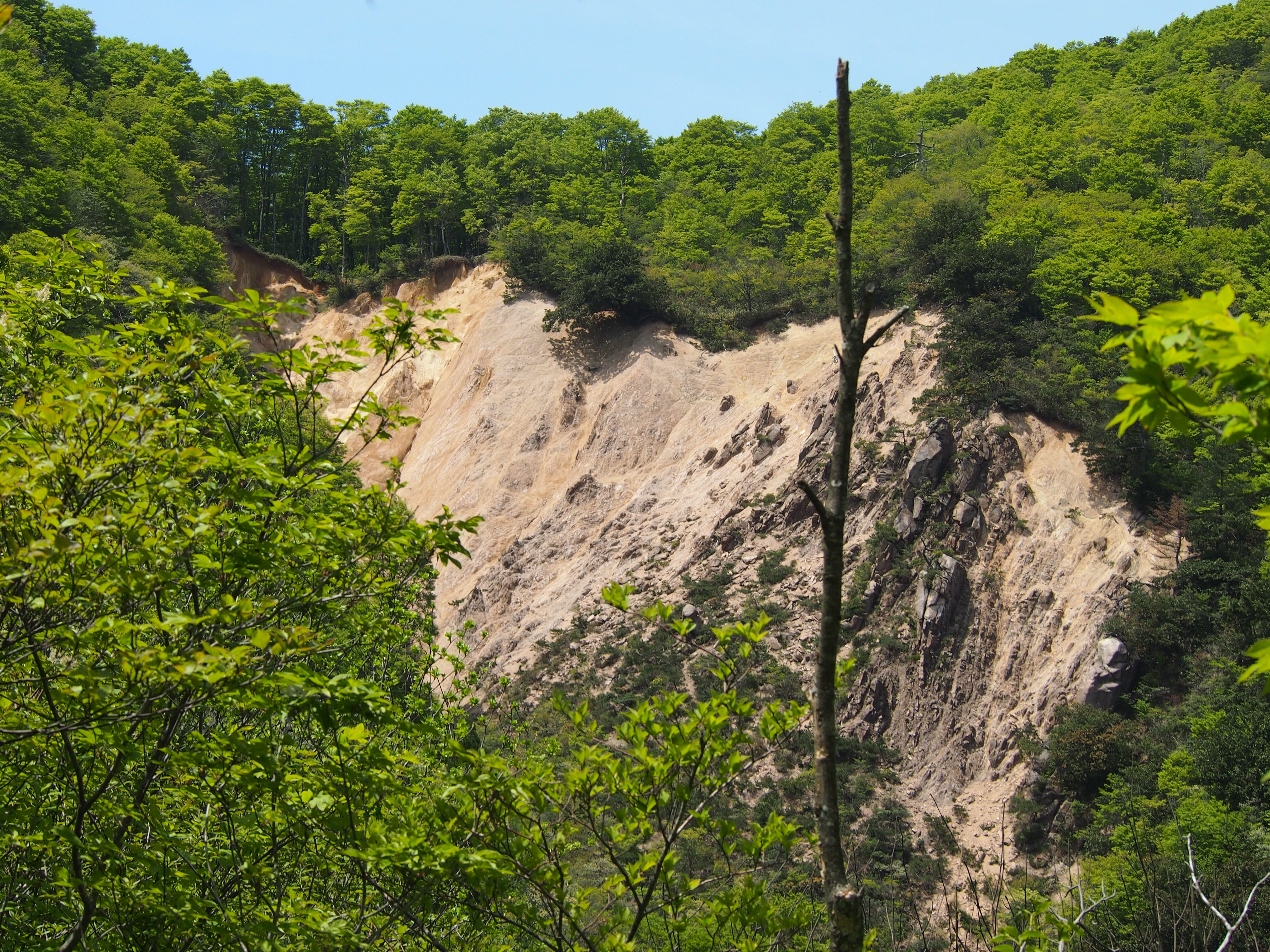
駄口コースの大崩壊地北緯35度34分38.2秒 東経136度5分6.1秒 / 北緯35.577278度 東経136.085028度
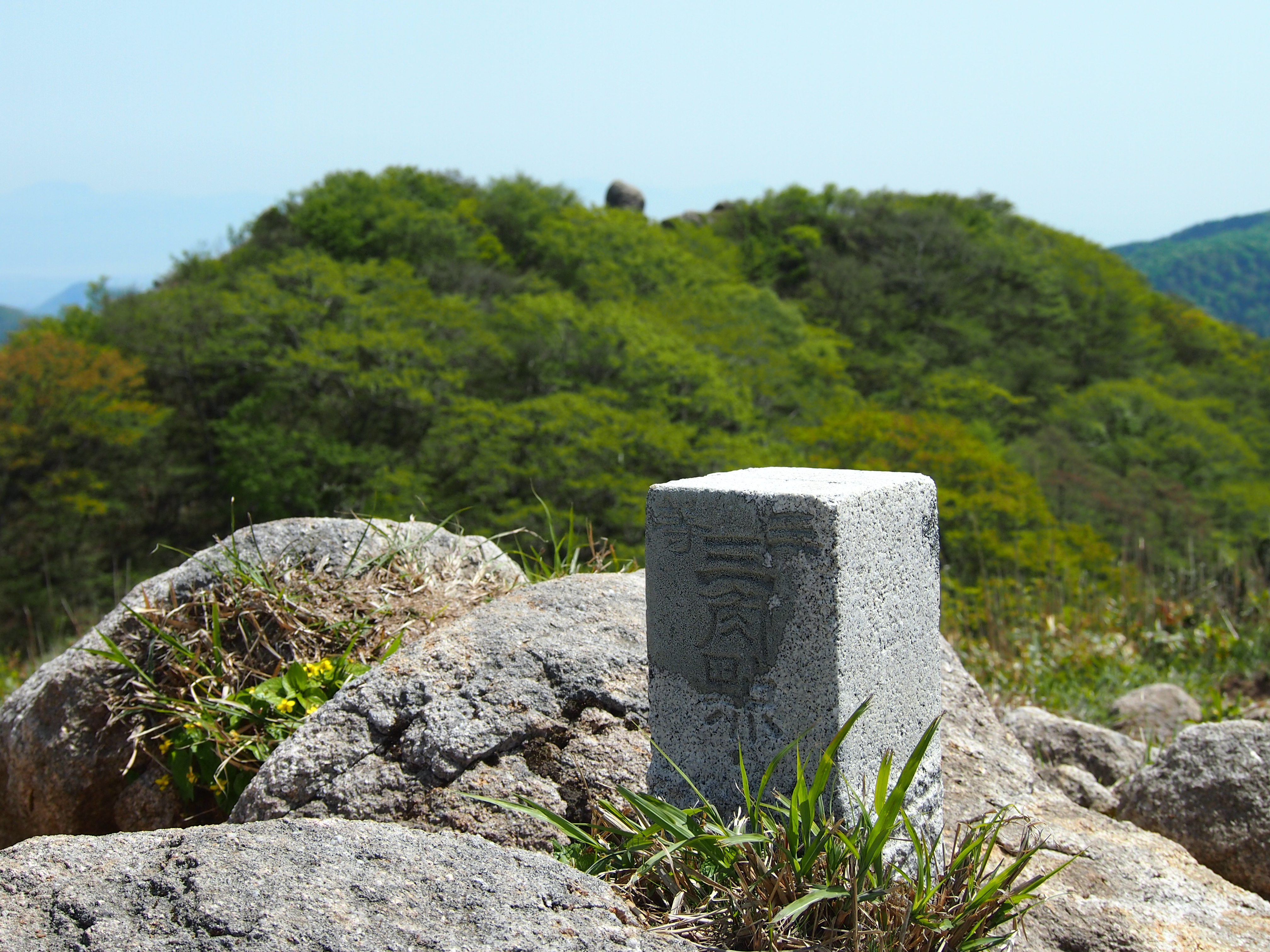
山頂の三等三角点北緯35度34分56.7秒 東経136度4分43.9秒 / 北緯35.582417度 東経136.078861度
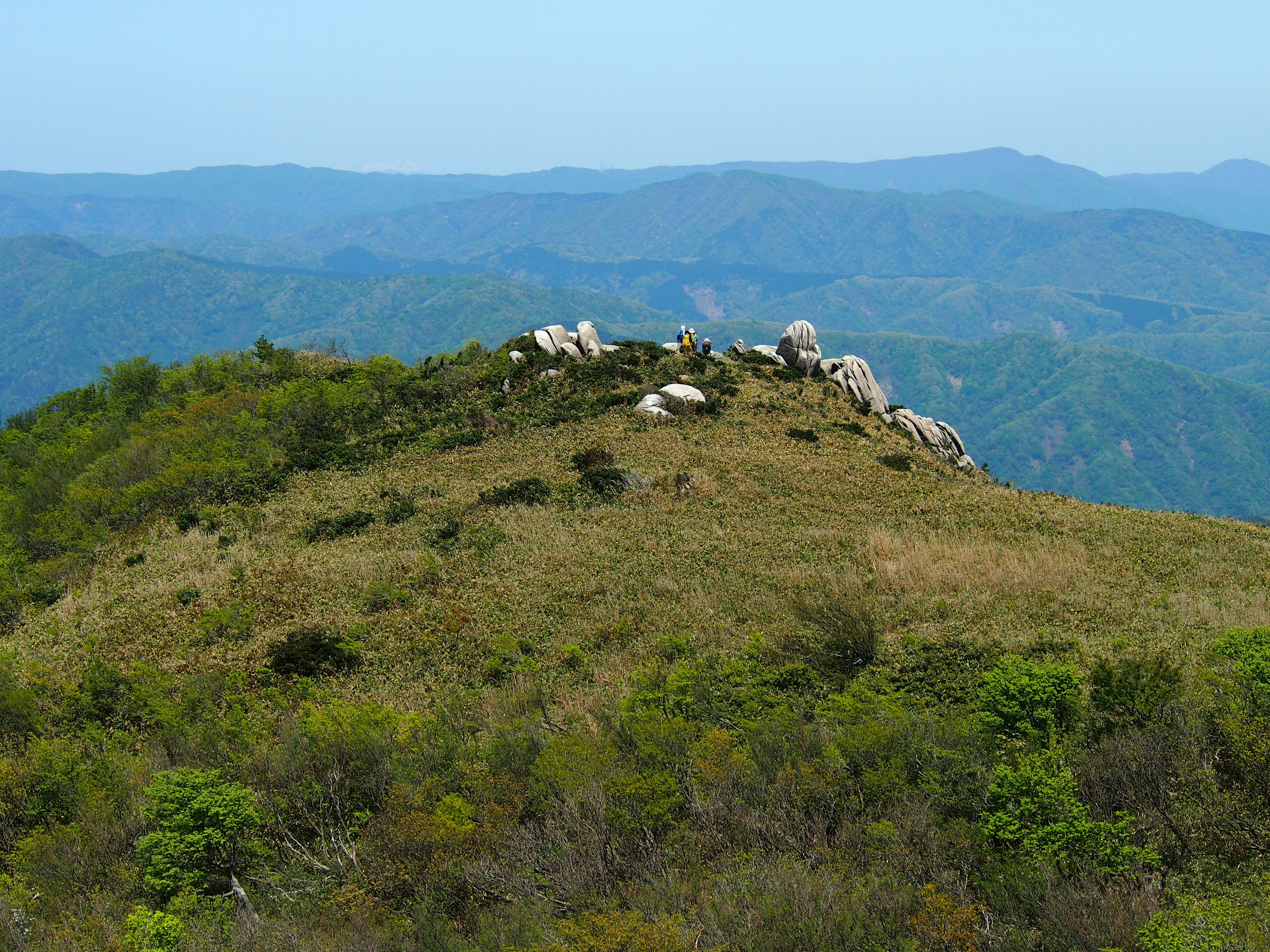
インデアン平原北緯35度34分57.1秒 東経136度4分53秒 / 北緯35.582528度 東経136.08139度
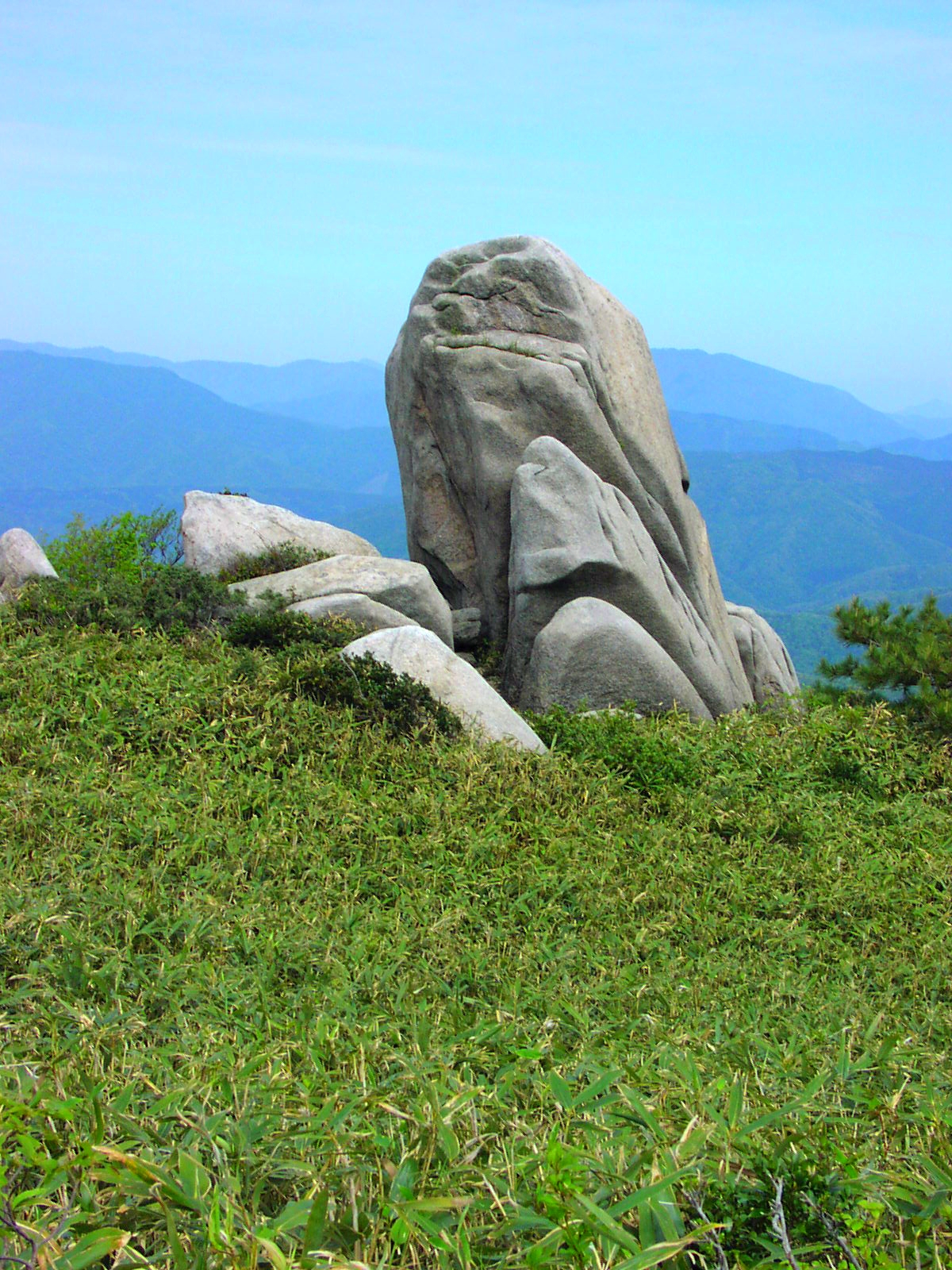
インデアン平原の大岩